# سیرت‌اوبا (آرهاوی)
سیرت‌اوبا (به ترکی استانبولی: Sırtoba) یک منطقهٔ مسکونی در ترکیه است که در آرهاوی واقع شده‌است. سیرت‌اوبا ۹۰ نفر جمعیت دارد.